# Церква Святого Миколая (Растеш)
Церква Святого Миколая — головна сільська церква в поречському селі Растеш, Македонія.
Церква розташована нижче села, праворуч від дороги до села, на подвір’ї якої також є кладовище.

## Історія
Церква збудована у 1925 році. 

## Галерея

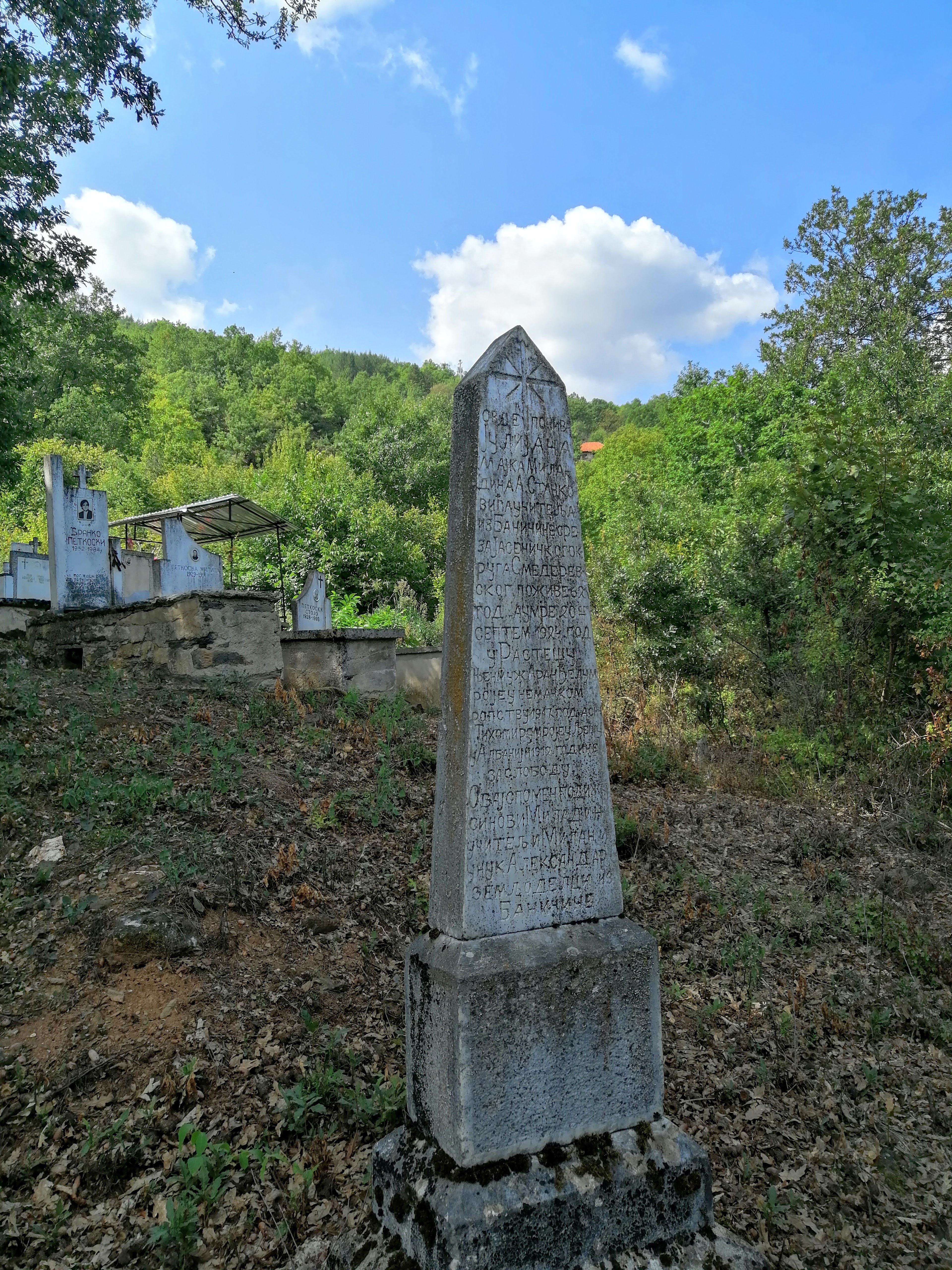
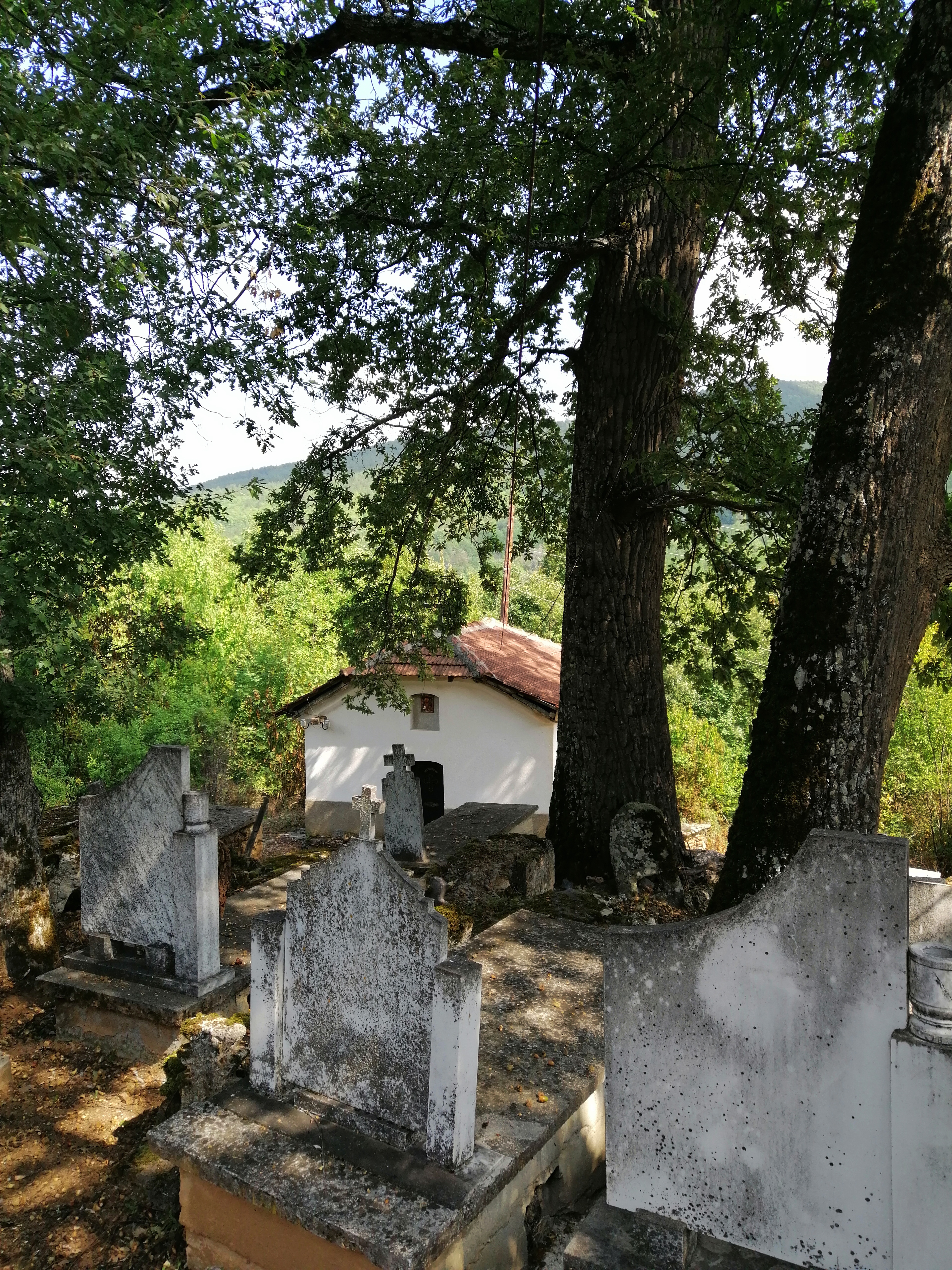
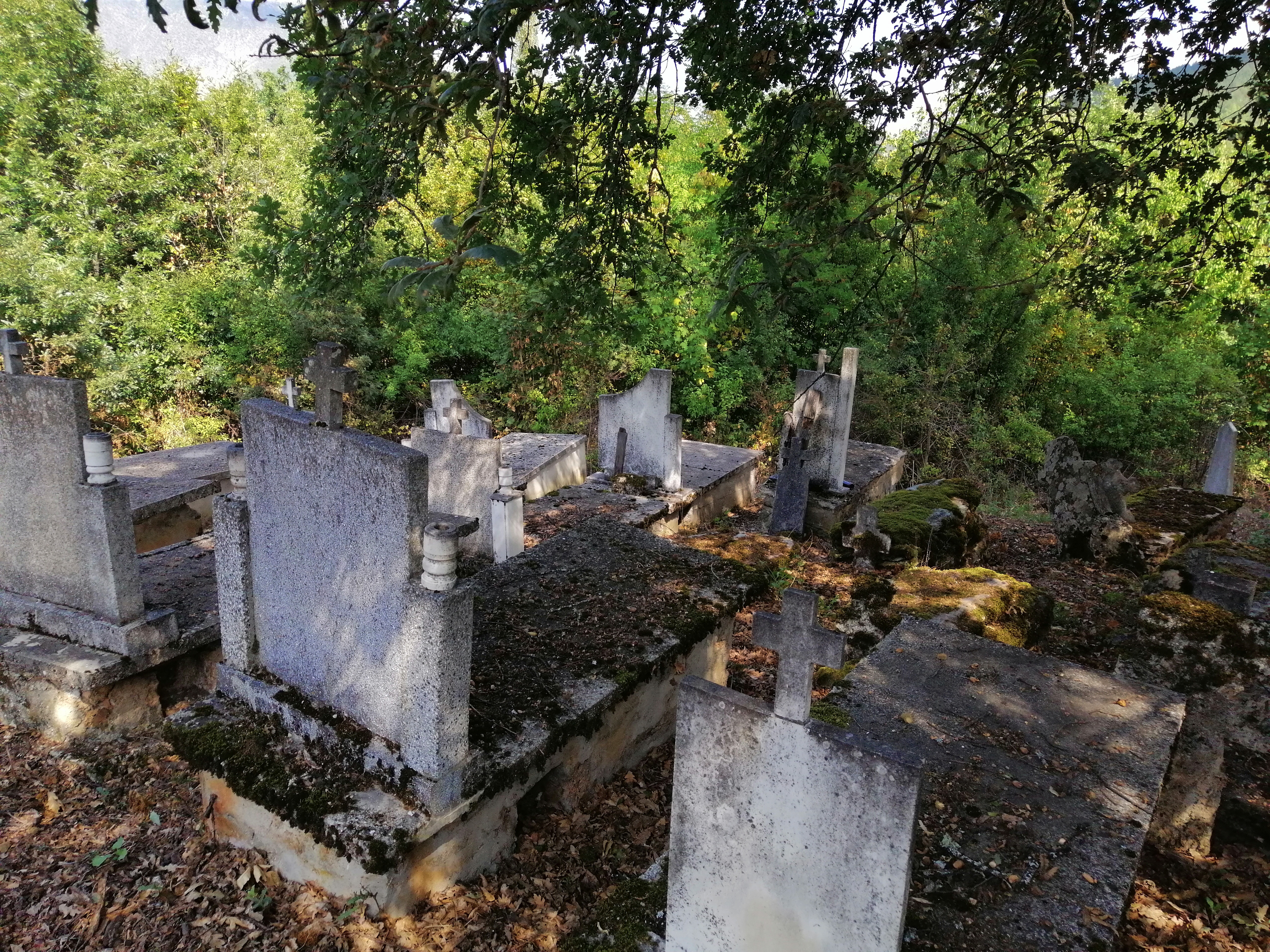
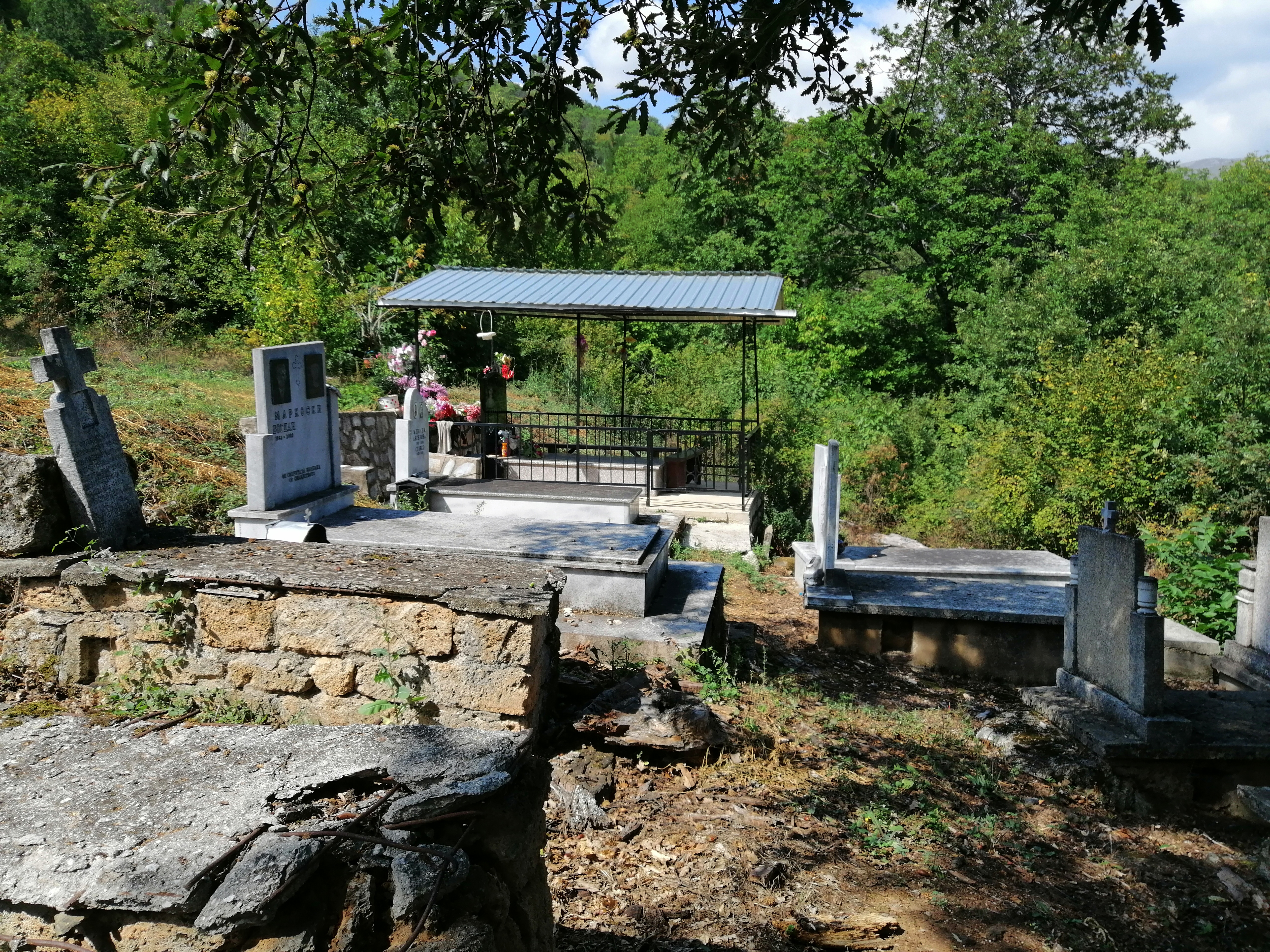

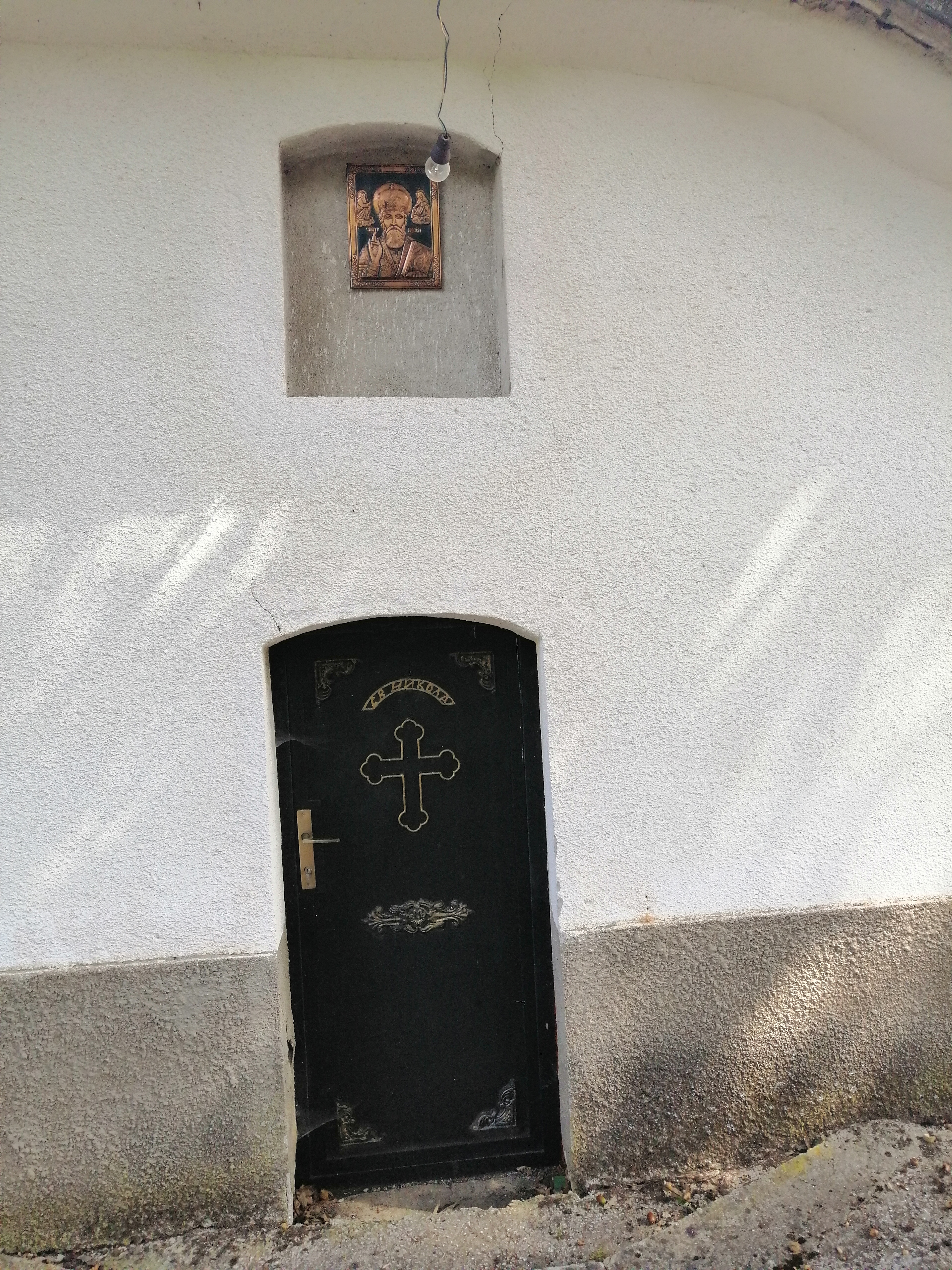
Вхід
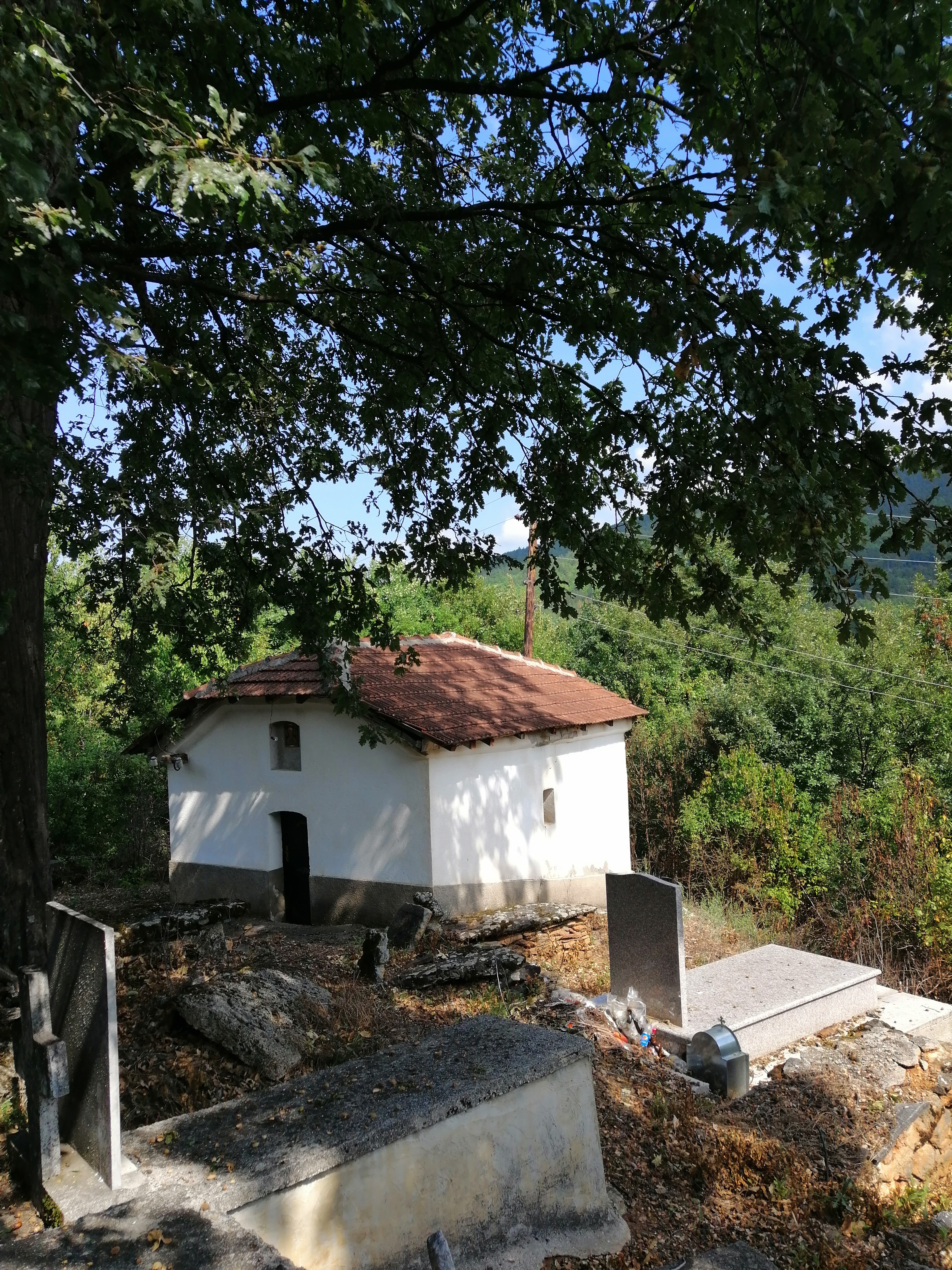
Вид на церкву
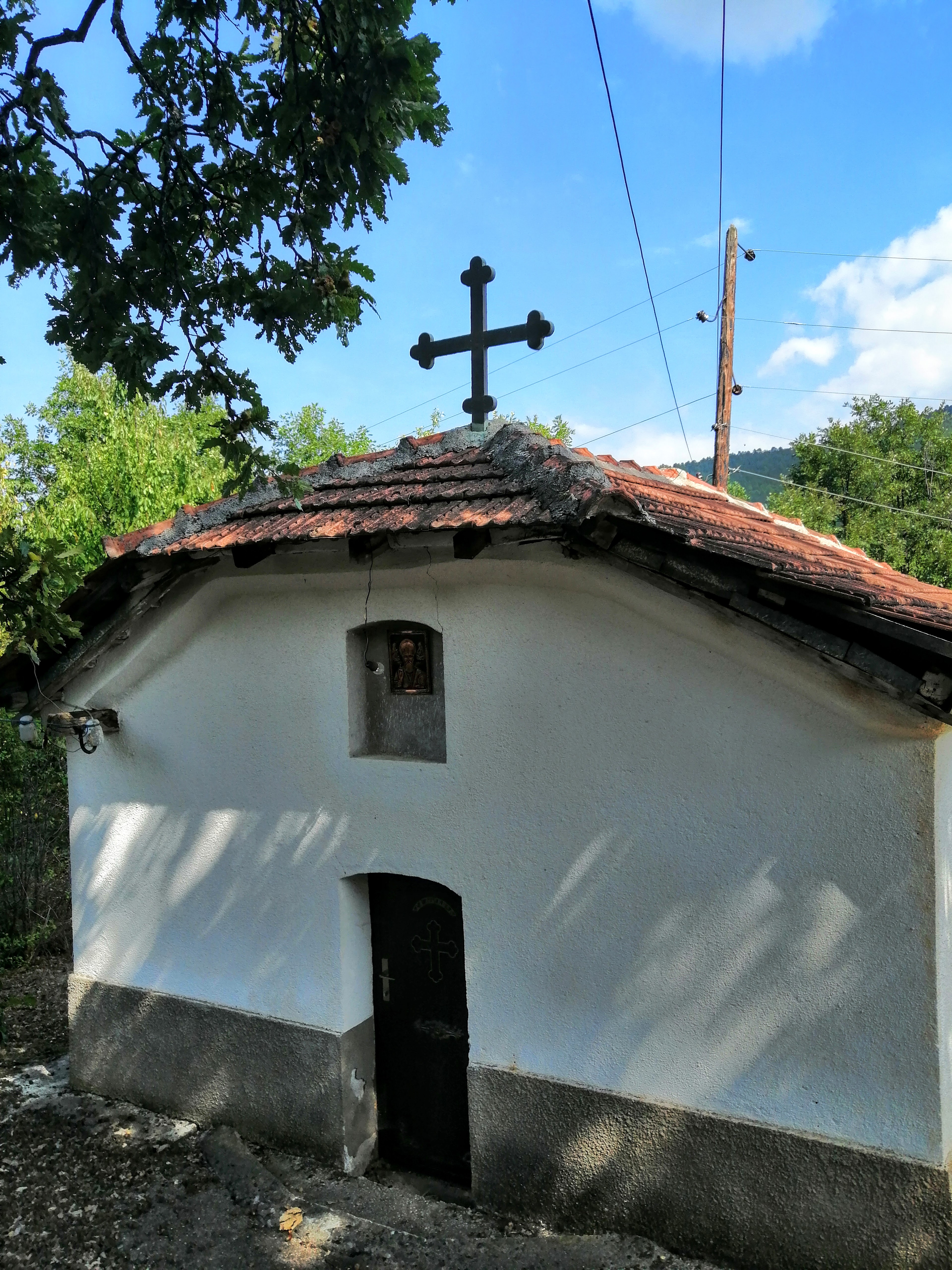
Передня частина
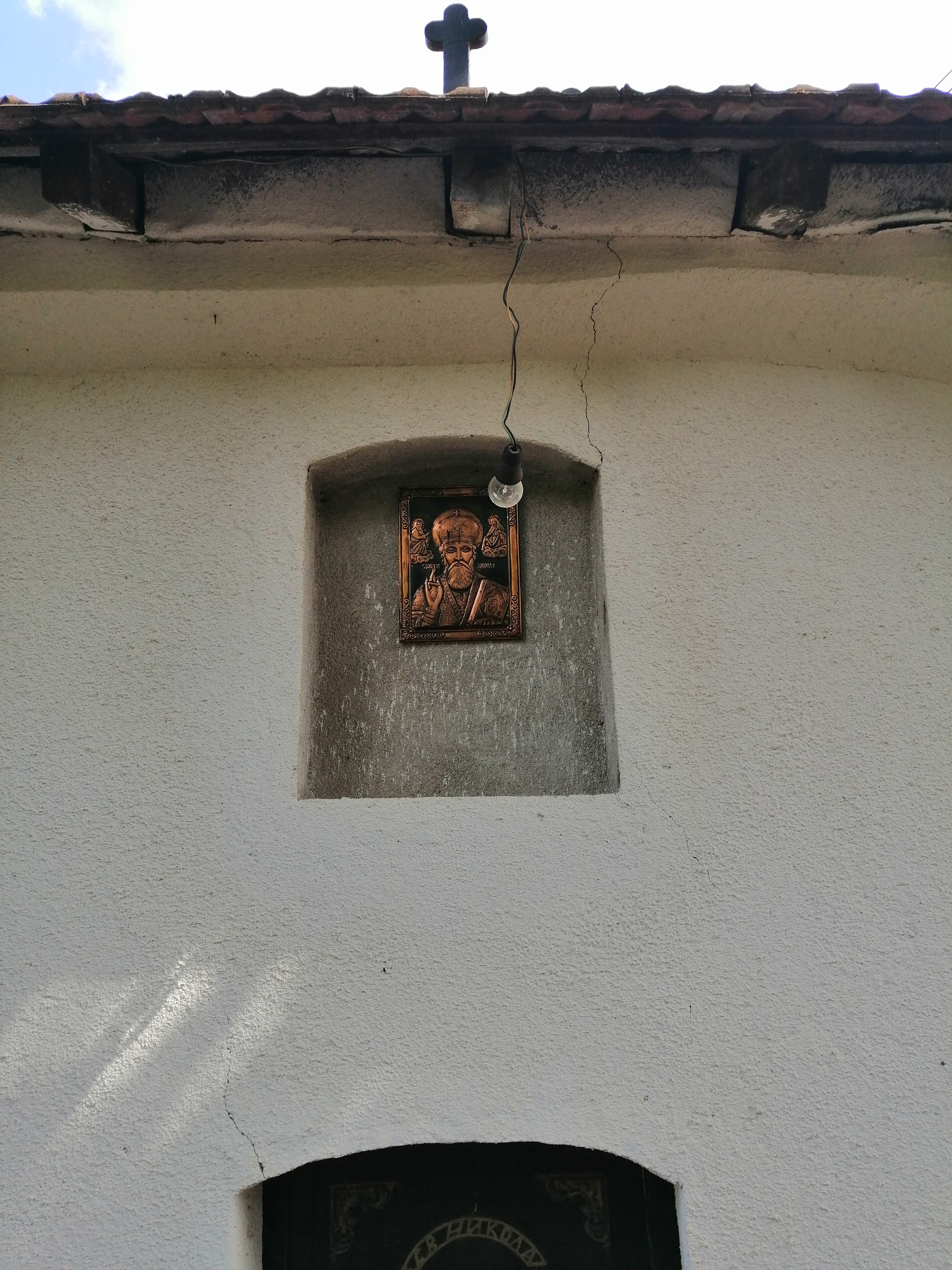
Ніша над входом
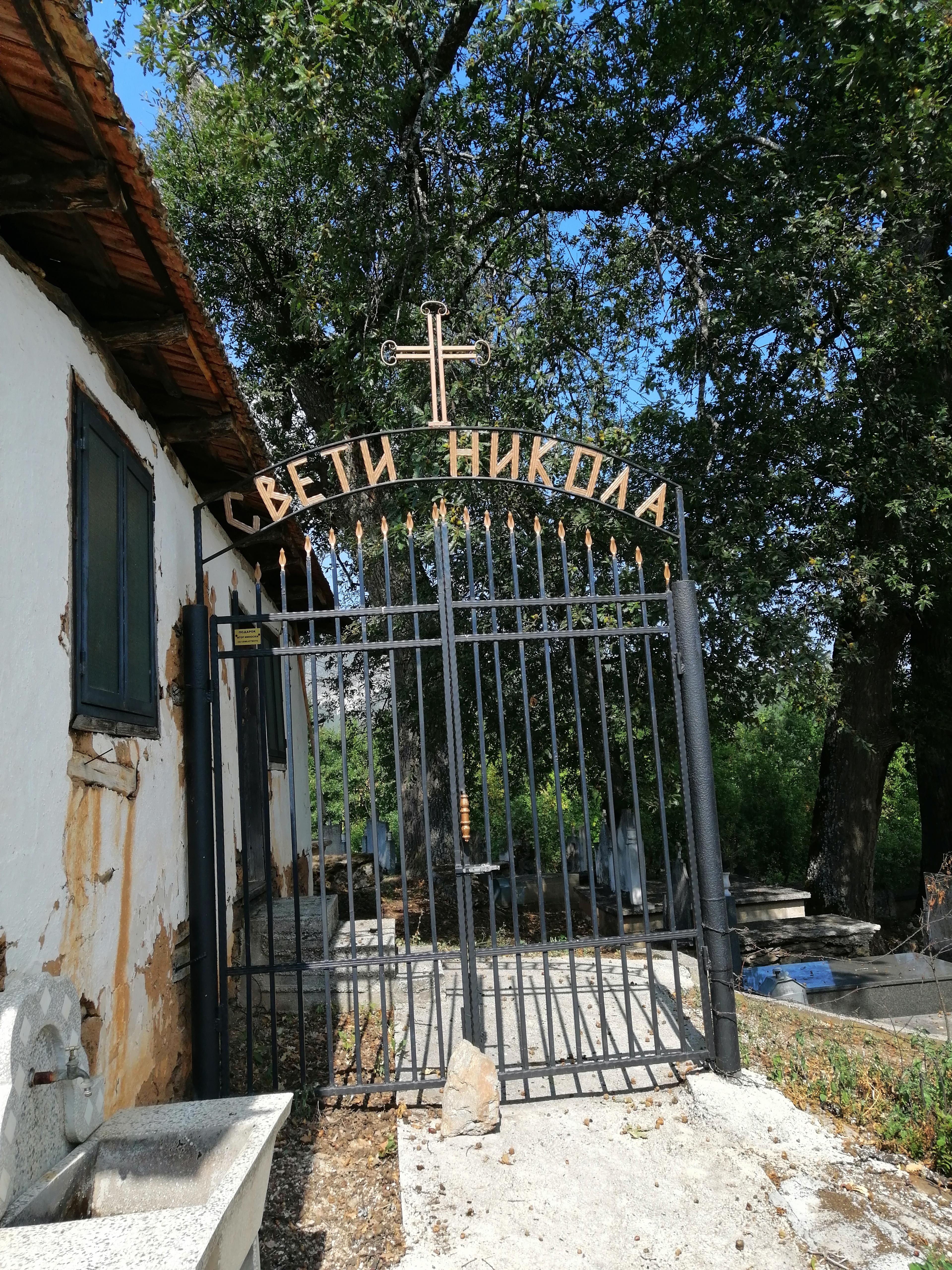
Брама